# Trap (střelba)

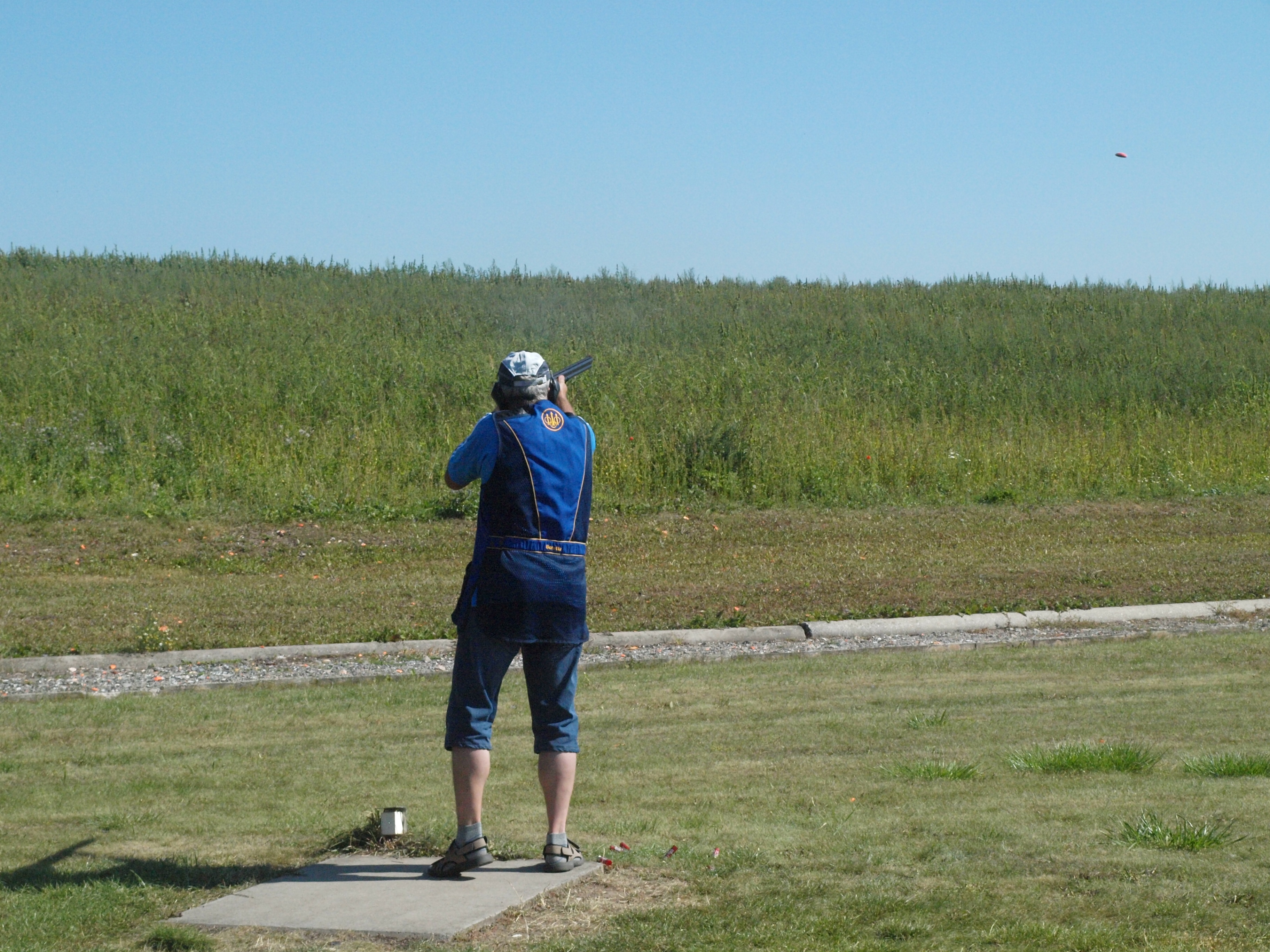
Střelec ve sportovní disciplíně trap střílející na letící terč

Sportovní disciplína nazývaná trap nebo střelba na trap (česky: střelba na pohyblivý terč) ve sportovním odvětví sportovní střelba je zvláštní střelecká soutěž, kdy střelec vybavený dvouhlavňovou brokovou puškou resp. brokovnicí-kozlicí strefuje svojí střelbou tzv. holuby. V minulosti se jednalo o živé holuby, tito jsou dnes nahrazeni barevnými kotoučky o průměru 108 milimetrů o tloušťce 12 milimetrů, které speciální vrhací zařízení na střelnici pseudonáhodně vymršťuje rychlostí 30 metrů za sekundu (108 km/h) do vzdálenosti 15 a více metrů z pohledu střelce nalevo, napravo a přímo. Hliněný nebo asfaltový kotouček může být pro lepší optickou identifikaci zásahu naplněn barevným prachem (optickým zvýrazňovačem). Za platný zásah terče je považován takový zásah, kdy z terče (holuba) odlétne zrakem rozhodčího viditelný úlomek.
Soutěž v trapu se v minulosti střílela na 200 ran, dnes se střílí pouze na 150 ran. Prvních 125 ran má každý střelec 2 rány na každého holuba, posledních 25 ran pouze jednu jedinou ránu. Během prvních 125 ran (5 × 25 ran) se střelci na 5 střeleckých stanovištích vždy po 25 odstřílených ranách vystřídají. Vzhledem k tomu, že jedna rána přijde nejméně na 20 Kč (dva náboje a jeden terč), nejedná se o levný sport.
Sesterskou disciplínou je tzv. double trap (dvojitý trap), kdy střelec sestřeluje dva holuby najednou dvěma ranami.
Ke střelbě se používá speciální brokové střelivo TRAP 24, jenž obsahuje maximálně 24 gramů broků.
Jedná se o velmi starou olympijskou disciplínu.

## Terče
Asfaltové či hliněné terče se vyrábějí z vápencového prachu s více či méně ekologickým pojivem. Původní pojivem byly různé ropné produkty, bitumeny, které se spolu s vápencem spekly do tvaru talířku.
Novější ekologicky odbouratelné varianty však stále pokulhávají ve kvalitě za osvědčenými "asfaltovými" terči. Buď jsou příliš tuhé a nesnadno se rozpadají, nebo při zásahu produkují málo prachu, který slouží k identifikaci zásahu. Nepopíratelnou výhodou ekologických variant je fakt, že v přírodě se samy rozpadnou do dvou let[nedostupný zdroj], a tedy dlouhodobě nezanechávají keramické střepy v trávě, ani neuvolňují do půdy ropné či jinak škodlivé látky.

## Čeští olympijští vítězové v trapu
- Petr Hrdlička – LOH 1992 v Barceloně (200 ran)
- David Kostelecký – LOH 2008 v Pekingu (150 ran)
- Jiří Lipták – LOH 2020 (konané 2021) v Tokiu (150 ran)